# Roberto López Esquiroz
Roberto López Esquiroz (Ayegui 4 de junio de 1987) es un futbolista español, conocido deportivamente como Rúper, juega en la demarcación de centrocampista, la temporada 2019-20 en el CD Izarra.

## Trayectoria
Formado en las categorías inferiores del CD Izarra de Estella hasta categoría juvenil cuando fichó por el Club Atlético Osasuna. En 2009 realizó por primera vez en su carrera futbolística una concentración con el primer equipo, debutando en Primera División de España.
 Con Osasuna juega un total de 32 partidos en Primera.
Para la temporada 2011-12 el jugador fue cedido al Elche CF en Segunda División totalizando 19 presencias y 2 goles. Para la temporada 2012-13 el jugador fue cedido al CD Mirandés también en Segunda División. El 19 de agosto de 2013 el jugador rescinde su contrato con el CA Osasuna y ficha por el CE Sabadell para la temporada 2013-14, sin embargo el 31 de enero de 2014 pasa a ser jugador del Real Jaén CF.
Para la temporada 2014-15 fichó por el CD Mirandés donde permaneció 5 temporadas; 3 en Segunda y 2 en Segunda B siendo titular y referente del club durante todo ese tiempo. En el mercado de invierno 2019 es cedido al CD Tudelano y para la temporada 2019-20 fichó por el club donde se formó: el CD Izarra de Segunda División B.

## Clubes
| Club                    | País   | Temporadas         | Partidos | Goles |
| ----------------------- | ------ | ------------------ | -------- | ----- |
| Osasuna B               | España | 2006-2009          | 69       | 5     |
| CA Osasuna              | España | 2009-2011          | 39       | 0     |
| Elche CF                | España | 2011-2012 (cedido) | 19       | 2     |
| Club Deportivo Mirandés | España | 2012-2013 (cedido) | 27       | 2     |
| CE Sabadell             | España | 2013-2014          | 3        | 0     |
| Real Jaén CF            | España | 2013-2014          | 2        | 0     |
| CD Mirandés             | España | 2014-2019          | 154      | 4     |
| CD Tudelano             | España | 2019               | 17       | 0     |
| CD Izarra               | España | 2019-              |          |       |